# Walckenaeria parvicornis
Walckenaeria parvicornis este o specie de păianjeni din genul Walckenaeria, familia Linyphiidae, descrisă de Wunderlich, 1995.
Este endemică în Mongolia. Conform Catalogue of Life specia Walckenaeria parvicornis nu are subspecii cunoscute.